# 安徽虫瘟霉
安徽虫瘟霉（学名：Zoophthora anhuiensis）是属于虫霉目虫霉科虫瘟霉属的一种真菌，寄生在蚜虫上。该种分布于中国。